# Хэ Чжоцян
Хэ Чжоця́н (кит. упр. 何灼强, пиньинь Hé Zhuóqiáng, род.12 января 1967) — китайский тяжелоатлет, призёр Олимпийских игр.

## Биография
Хэ Чжоцян родился в 1967 году в уезде Наньхай провинции Гуандун. В 1985 году завоевал золотую медаль молодёжного первенства КНР. В 1986 году завоевал золотую медаль Азиатских игр в Сеуле, в 1987 году — серебряную медаль чемпионата мира, в 1988 — бронзовую медаль Олимпийских игр в Сеуле. В 1989 году он вновь стал серебряным призёром чемпионата мира, а в 1990 опять завоевал золотую медаль Азиатских игр.